# 基督教對奴隸制度的觀點
基督教對奴隸制度的觀點因地域、歷史和信仰差異而有所不同。在基督教超過十八個世紀的歷史中，各種形式的奴隸制度長期存在於社會環境中。聖奧古斯丁認為奴隸制度違背上帝的旨意，是罪的結果。 十八世紀時，全球基督徒開始推動廢奴運動。
在十八和十九世紀關於廢奴的辯論中，支持和反對奴隸制度的人士都引用《聖經》經文來支持各自的立場。
現代多個基督教組織明確反對奴隸制度。

## 《聖經》中的記載
《聖經》用希伯來語「eved」和希臘語「doulos」來指代奴隸。Eved的含義比英語「slave」更廣泛，許多情況下更準確的翻譯是「僕人」或「僱工」。 Doulos的定義更具體，但也用於更廣泛的語境：如希伯來先知（啟示錄10:7）、基督教領袖對待追隨者的態度（馬太福音20:27）、基督徒對上帝的態度（彼得前書2:16）、以及耶穌本人（腓立比書2:7）。

### 《舊約》
歷史上，奴隸制度不僅是以色列人的現象，古埃及、巴比倫、希臘和羅馬等社會也存在。奴隸制度是古代商業、稅收和廟宇宗教的重要組成部分。
在《創世記》中，諾亞詛咒迦南（含的兒子）永遠為奴：「迦南當受咒詛，必給他弟兄作奴僕的奴僕」（創世記9:25）。 T. David Curp指出，這段經文曾被用來為種族奴役辯護，因為「基督徒甚至一些穆斯林最終將含的後裔認定為黑人非洲人」。 Anthony Pagden認為：「這種對《創世記》的解讀與中世紀將魔鬼描繪為黑色的圖像傳統相結合。後來偽科學理論圍繞非洲人的頭骨形狀、牙齒結構和身體姿勢建立，試圖找到一個無可爭辯的論據——無論當時最具說服力的話語是法律、神學、譜系還是自然科學——解釋為什麼人類的一部分應該永遠臣服於另一部分。」
迦南人定居在迦南，而不是非洲。根據那些相信他們是真實歷史人物的人，含的其他兒子古實和弗很可能定居在其他地方。 諾亞的詛咒僅適用於迦南，根據聖經評論家Gleason L. Archer的說法，這個詛咒在約書亞於公元前1400年征服迦南時應驗了。 儘管關於《約書亞記》早期章節描述的征服的性質和程度存在相當大的疑問，但洪水後的故事確實為迦南人的奴役提供了理由。由於迦南人被認定為埃塞俄比亞人，人們假設這個詛咒針對所有非裔美國人。
托拉認可了古代常見的一些奴役形式。 希伯來法律維護親屬權利（出埃及記21:3,9；利未記25:41,47–49,54，為希伯來契約僕人提供保護）、婚姻權利（出埃及記21:4,10–11，為訂婚的希伯來女兒提供保護）、與人身保護和行為規範相關的個人法律權利（出埃及記21:8，為訂婚的希伯來女兒提供保護；出埃及記21:20–21,26–27，為任何類型的希伯來或外邦僕人提供保護；利未記25:39–41，為希伯來契約僕人提供保護）、行動自由和獲得自由的途徑。
如果希伯來人毆打奴隸導致其一兩天內死亡，他們將受到懲罰， 如果他們損壞奴隸的眼睛或牙齒，必須釋放奴隸， 強迫奴隸在安息日工作， 將逃到以色列人中尋求庇護的另一民族的逃奴歸還， 或誹謗奴隸。 一個人可以自願在固定期限內賣身為奴，以償還債務或獲得食物和住所。 通過戰爭獲得的俘虜被奴役被視為合法， 但通過綁架 以奴役他們為目的的行為則不被允許。兒童也可以被賣為債務奴隸， 有時這是法庭命令的。
《聖經》確實為奴隸的生活條件設定了最低規則。奴隸應被視為大家庭的一部分； 他們被允許慶祝住棚節， 並應遵守安息日。 以色列奴隸不能被強迫做苦工， 將自己賣給債權人為奴的債務人應被視為僱工。 如果主人以報復法中涵蓋的方式傷害奴隸，奴隸應通過釋放獲得補償； 如果奴隸在24至48小時內死亡，應進行「報復」 （這是否指死刑 尚不確定）。
以色列奴隸在工作六年後自動獲得自由，或在下一禧年（根據解釋每49或50年發生一次）獲得自由，但如果奴隸由以色列人擁有且不在債務奴役中，後者不適用。 奴隸在服務的第七年自動釋放。這一規定不包括貧困父母賣為妾的女兒；相反，她們對抗另一位妻子的權利受到保護。 在其他經文中，男女奴隸都應在服務的第六年後釋放。 被釋放的奴隸應獲得牲畜、穀物和酒作為臨別禮物。 這種第七年的釋放可以自願放棄。如果男性奴隸被給予另一個奴隸結婚，並且他們有家庭，妻子和孩子仍然是主人的財產。然而，如果奴隸對主人滿意，並希望與主人給他的妻子在一起，他可以放棄釋放，這一行為將通過儀式性的耳穿孔來表示， 這在其他古代近東國家也很常見。 放棄後，個人將永遠成為主人的奴隸（因此不會在禧年釋放）。 需要注意的是，這些是關於以色列人之間奴役/服務的規定。非以色列奴隸可以被無限期奴役，並應被視為可繼承的財產。

### 《新約》
早期基督徒認為皈依基督教的奴隸在靈性上是自由人，是基督裡的弟兄，分享基督國度的產業。 這些奴隸也被教導要「存敬畏基督的心，彼此順從」（以弗所書6:5）。 使徒保羅在以弗所書6:9中對主人提出了同樣的要求：「你們作主人的待僕人也是一理，不要威嚇他們，因為知道他們和你們同有一位主在天上，他並不偏待人。」 然而，像以弗所書6:5這樣的經文在美國內戰前仍被奴隸制的捍衛者使用。保羅在《哥林多前書》中鼓勵奴隸在可能的情況下尋求或購買自由（哥林多前書7:21）。
艾弗里·羅伯特·杜勒斯表示「耶穌雖然多次譴責罪是一種道德奴役，但對作為社會制度的奴隸制度一言未發」，並認為《新約》的作者也沒有反對奴隸制。 在《福音派季刊》發表的一篇論文中，Kevin Giles指出，雖然他經常遇到「主沒有說一句批評奴隸制度的話」的主張；此外，他的許多故事都設定在主人/奴隸的情境中，並以奴隸為關鍵角色。Giles指出，這些情況在19世紀被支持奴隸制的辯護士用來暗示耶穌認可奴隸制。
從所有《新約》材料中可以清楚地看出，奴隸制度是社會和經濟環境的基本組成部分。許多早期基督徒是奴隸。在幾封保羅書信和彼得前書中，奴隸被勸誡要順從主人。 主人也被告知要「放棄威嚇」他們的奴隸，服從上帝。基本原則是「你們同有一位主在天上，他並不偏待人」。 《彼得前書》的作者知道有溫和的主人和嚴厲的主人；處於後者情境中的奴隸要確保自己的行為無可指摘，如果因行善而受苦，要像基督一樣忍受。 關鍵的神學文本是保羅在加拉太書（加拉太書3:28）中的宣告：「並不分猶太人、希臘人、自主的、為奴的，或男或女，因為你們在基督耶穌裡都成為一了」， 這表明基督徒應脫離這些稱號，因為他們現在披戴基督。
保羅的腓利門書對支持奴隸制和廢奴主義者來說都是一個重要文本。 這封短信據說是通過阿尼西謀的手傳遞的，阿尼西謀是一個逃奴，保羅將他送回他的主人腓利門那裡。保羅懇求腓利門將阿尼西謀視為親愛的弟兄。 杜勒斯樞機指出，「雖然謹慎地建議他釋放阿尼西謀，[保羅]並沒有說腓利門在道德上有義務釋放阿尼西謀和他可能擁有的任何其他奴隸。」 然而，他鼓勵腓利門「不再是奴僕，乃是高過奴僕，是親愛的弟兄」歡迎阿尼西謀。
在提多書中對奴隸的指示，與以弗所書的情況一樣，出現在一系列針對不同生活情境的人的指示中。這封書信對19世紀支持奴隸制的辯護士的有用性顯而易見：「勸僕人要順服自己的主人，凡事討他的喜歡，不可頂撞他，不可私拿東西，要顯為忠誠，以致凡事尊榮我們救主神的道。」
保羅建議「各人蒙召的時候是什麼身份，仍要守住這身份。」然而，對於奴隸，他特別補充：「你是作奴隸蒙召的嗎？不要因此憂慮。若能以自由，就求自由更好。」然後是一個更廣泛的原則：「因為作奴僕蒙召於主的，就是主所釋放的人；作自由之人蒙召的，就是基督的奴僕。」
提摩太前書——在某些譯本中——揭示了對奴隸貿易的蔑視，宣布其違背純正的教義。作者向提摩太解釋，那些基於愛生活的人不必懼怕神的律法；那律法不是為義人設立的，乃是為不法和不服的、不虔誠和犯罪的、不聖潔和戀世俗的、弒父母和殺人的、行淫和親男色的、搶人口和說謊話的、並起假誓的，或是為別樣敵正道的事設立的。這是照着可稱頌之神的榮耀福音說的，這福音是託付我的。

## 羅馬帝國時期
奴隸制度是羅馬和世界經濟的基石。一些估計認為，一世紀時奴隸人口約佔總人口的三分之一。 據估計，最富有的5%羅馬公民擁有大約一百萬奴隸。大多數奴隸受僱於家庭中的家政服務，可能比在田地、礦山或船上工作的奴隸生活更輕鬆。 在羅馬帝國，奴隸制度可能非常殘酷，起義會受到嚴厲懲罰，專業的奴隸捕手被僱來追捕逃亡者，公開張貼包含逃奴精確描述的廣告並提供獎勵。
《使徒行傳》提到耶路撒冷的一個「自由人會堂」（Λιβερτίνων）。 作為一個拉丁術語，這將指自由人，因此有時有人認為，公元前63年被龐培俘虜的猶太人在個人獲得自由後聚集形成一個獨特的群體。 然而，《使徒行傳》是用希臘語寫成的，這個名字出現在五個會堂的名單中，其他四個會堂以城市或國家命名；由於這些原因，現在更常認為這個聖經參考是「利比亞人」（Λιβυστίνων）的排版錯誤， 指的是利比亞（換句話說，指利比亞人）。

## 基督教的觀點
早期基督教思想對奴隸表現出一些仁慈的跡象。基督教承認奴隸之間的某種婚姻形式， 釋放奴隸可以是一種慈善行為。
雖然猶太人的五經給予逃奴保護， 但羅馬教會經常譴責逃離主人的奴隸，並拒絕給他們聖餐。
自中世紀以來，基督教對奴隸制度的理解經歷了顯著的內部衝突和劇烈變化。一個著名的例子是1710年對國外福音宣傳協會的慈善遺贈，該協會在加勒比地區的教會傳教活動直接由奴隸擁有的收益支持。巴巴多斯的Codrington Plantations被授予該協會，以資助建立Codrington College。在擁有的頭十年，種植園莊園的數百名奴隸在胸前用傳統的紅熱鐵烙上「Society」一詞，以表明他們由基督教組織擁有。Codrington Plantations的奴隸擁有權直到1833年巴巴多斯廢除奴隸制才最終結束。英國國教會後來為「我們前任的罪性」道歉，這些種植園莊園的歷史被強調為教會對奴隸制不一致態度的例子。

### 教父時代
340年，甘格拉會議（今土耳其境內）譴責某些摩尼教徒的二十種做法，包括禁止婚姻、不吃肉、敦促奴隸解放自己、 拋棄家庭、禁慾和辱罵已婚祭司。 後來的迦克墩公會議宣布甘格拉會議的教規是「普世的」（換句話說，它們被視為代表更廣泛的教會）。
聖奧古斯丁描述奴隸制度違背上帝的意圖，是罪的結果。
摩普綏提亞的狄奧多爾在《腓利門書註釋》2.264.10–14中評論說，他那個時代的一些基督教教士「會以極大的權威寫道，一個加入我們信仰並自願迅速接受真正宗教的奴隸應該從奴隸制度中解放出來。因為今天有許多這樣的人，他們希望被視為對他人施加繁重命令的謹慎。」
約翰·克里索斯托將奴隸制度描述為「貪婪、墮落、野蠻的果實……罪的果實，[和] [人類]反叛……我們真正的父」 在他關於以弗所書的講道中。此外，部分引用保羅的話，克里索斯托反對不公平和不公正的奴隸制度形式，通過給予這些指示給擁有奴隸的人：「『你們作主人的』，他繼續說，『待僕人也是一理』。同樣的道理。這些是什麼？『甘心服務』……和『戰戰兢兢』……對上帝，唯恐有一天他因你對奴隸的疏忽而指責你……『不要威嚇他們』；他的意思是，不要激怒或壓迫……[主人要服從]共同的萬主之主和萬王之王的法律……對所有人行善……分配同樣的權利給所有人。」 在他關於腓利門書的講道中，克里索斯托反對不公平和不公正的奴隸制度形式，指出擁有奴隸的人要以基督的愛愛他們的奴隸：「這……是一個主人的榮耀，擁有感恩的奴隸。這是一個主人的榮耀，他應該如此愛他的奴隸……讓我們因此對基督如此偉大的愛感到敬畏。讓我們被這種愛的藥劑點燃。雖然一個人低微和卑賤，但如果我們聽說他愛我們，我們會在所有事情上對他充滿愛，並極大地尊敬他。我們愛嗎？當我們的主如此愛我們時，我們不興奮嗎？」
到4世紀初，教會中的解放形式——一種解放形式——被添加到羅馬法律中。奴隸可以通過教堂的儀式獲得自由，由基督教主教或神父執行。不知道洗禮是否在這個儀式之前是必需的。隨後的立法，如查士丁尼的《新律142》，給予主教解放奴隸的權力。
幾位早期人物雖然沒有公開倡導廢除奴隸制，但確實做出犧牲來解放或釋放奴隸，將解放奴隸視為一個有價值的目標。這些包括聖帕特里克（415–493）、阿米達的阿卡修斯（400–425）和安布羅斯（337–397 AD）。 尼撒的貴格利（約335–394）更進一步，聲明反對所有奴隸制度作為一種實踐。 後來聖埃利吉烏斯（588–650）用他的巨額財富以50和100人為一組購買英國和撒克遜奴隸，以便釋放他們。
聖佩拉吉亞被執事雅各描繪為解放她的奴隸，男女都有，「親手取下他們的金項圈」。 這被描述為一種高度美德和值得讚揚的行為，是佩拉吉亞結束她作為妓女的罪惡生活並開始基督教美德生活的重要部分，最終實現聖潔。

### 拜占庭帝國
拜占庭法律「Ecloga」（Εκλογή）於726年 首次引入了通過洗禮解放的方法，即主人或其家庭成員「通過浸禮接受奴隸」。這一措施為戰爭俘虜融入拜占庭社會開闢了道路，無論是在公共還是私營部門。
拜占庭帝國對奴隸制度的看法發生了變化，到10世紀逐漸將奴隸客體轉變為奴隸主體。基督教俘虜或奴隸被視為「不是私有財產，而是『一個擁有自己思想和言語的個體』」。因此，基督教對奴隸制度的看法通過加強人與上帝的聯繫削弱了奴隸對其世俗主人的服從。

### 中世紀和近代早期
6世紀，梵蒂岡頒布了第一項反對奴隸制的法律，禁止猶太人擁有基督教奴隸。7至8世紀，法國、梵蒂岡和卡洛林帝國頒布法律，禁止奴役基督徒並釋放其領土上的基督教奴隸。 這一過程在873年達到頂峰，教宗若望八世宣布奴役基督徒是一種罪，並命令所有基督教國家釋放他們。
10世紀的威尼斯是一個基督教國家，完全禁止奴隸貿易；一個世紀後，基督教英格蘭跟進，不僅廢除了奴隸貿易，還廢除了農奴制。13世紀初，神聖羅馬帝國的《薩克森明鏡》法典嚴厲譴責奴隸制「違背人與上帝的相似性」，賦予德國文化中已經存在的基督教人權觀以法律形式。

13世紀，聖多瑪斯·阿奎那教導說，雖然一個人對另一個人的服從（servitus）不是自然法的主要意圖，但在一個被原罪損害的世界中，它是適當且對社會有用的。 根據John Francis Maxwell的說法： 
阿奎那……接受了新的亞里士多德關於奴隸制的觀點，以及源自羅馬民法的奴隸所有權稱號，並嘗試——沒有完全成功——將它們與基督教教父傳統相協調。他採用了教父的主題……奴隸制度作為原罪的結果存在，並說它根據自然的「第二意圖」存在；在原始無罪的狀態下，根據自然的「第一意圖」，它不會存在；通過這種方式，他可以解釋亞里士多德的教導，即有些人「天生」是奴隸，就像無生命的工具一樣，因為他們的個人罪惡；因為奴隸不能為自己的利益工作，奴隸制度必然是一種懲罰。[阿奎那]接受共生的主人-奴隸關係是互利的。沒有犯罪就不應該有懲罰，所以奴隸制度作為一種懲罰是實定法的事。 聖多瑪斯的解釋繼續被闡述，至少直到18世紀末。
 Fr. 貝德·賈勒特，O.P.斷言阿奎那認為奴隸制度是罪的結果，並因此認為它是正當的。 相反，宗教社會學家Rodney Stark指出，「聖多瑪斯·阿奎那推斷奴隸制度是一種罪，一系列教宗支持他的立場，從1435年開始……」
然而，在15世紀末和16世紀初的幾十年裡，幾位教宗明確支持對非基督徒的奴役。1452年，當鄂圖曼帝國圍攻君士坦丁堡時，拜占庭皇帝君士坦丁十一世向教宗尼閣五世求助。作為回應，教宗授權葡萄牙國王阿方索五世「攻擊、征服和制服撒拉森人、異教徒和其他基督的敵人，無論他們在哪裡被發現……」，在詔書《Dum Diversas》（1452年6月18日）中。 然而，這道詔書並沒有對鄂圖曼人施加壓力，而是批准了葡萄牙商人與穆斯林經營的跨撒哈拉商隊在西非的競爭加劇，包括幾個世紀以來一直進行的利潤豐厚的所謂跨撒哈拉奴隸貿易。 1454年，卡斯蒂利亞人也參與了西非各種商品的貿易，並遭到葡萄牙軍艦的攻擊。卡斯蒂利亞的恩里克四世威脅要發動戰爭，阿方索五世向教宗請求支持任何能夠與特定非基督教地區或國家開展貿易的基督教國家的壟斷權。 1455年1月8日發布的教宗詔書《Romanus Pontifex》授予葡萄牙在摩洛哥和東印度群島之間地區的獨家貿易權，並有權征服和改變當地居民的信仰。 尼閣在1454年給阿方索五世的簡短文件中做出的一項重要讓步，將授予現有領土的權利擴展到未來可能佔領的所有領土。 並批准從「不信者」（即非基督徒）購買奴隸： 「許多幾內亞人和其他黑人，通過武力或交換未禁止的物品，或其他合法的購買合同，已經……皈依天主教信仰，希望……這種進展繼續……[並且]這些人將皈依信仰或至少許多人的靈魂將為基督贏得。」 通過直接與當地領導人和商人打交道，葡萄牙政府試圖控制與西非的貿易。實際上，尼閣五世發布的兩道詔書向基督教國家的臣民授予了宗教權威，可以通過武力或貿易從非基督徒那裡獲得任意數量的奴隸。這些讓步由教宗嘉禮三世（1456年的《Inter Caetera quae》）、思道四世（1481年的《Aeterni regis》）和良十世（1514年）發布的詔書確認。在15世紀後期的收復失地運動中，許多穆斯林和猶太人在伊比利亞被奴役（特別是在1482–1492年的格拉納達戰爭中卡斯蒂利亞-阿拉貢勝利後）。
在哥倫布首次航行到美洲之後，尼閣五世、嘉禮三世和思道四世發布的詔書成為教宗亞歷山大六世後續主要詔書的模型，例如《Eximiae devotionis》（1493年5月3日）、 《Inter Caetera》（1493年5月4日）和《Dudum Siquidem》（1493年9月23日），其中類似的壟斷權被授予西班牙，涉及新發現的美洲土地和美洲原住民。
1537年——在巴托洛梅·德拉斯卡薩斯神父（前西印度群島殖民者轉為多明我會修士）譴責奴隸制之後——教宗保祿三世用詔書《Sublimus Dei》（也稱為《Unigenitus》和《Veritas ipsa》）和《Altituda divini consolii》以及執行《Sublimus Dei》的簡短文件（稱為《Pastorale officium》）撤銷了先前奴役美洲原住民的權威。 特別是《Sublimus Dei》，被Hans-Jürgen Prien描述為原住民人權的「大憲章」，因為它宣布「印第安人是人類，他們不應被剝奪自由或財產」。 此外，《Pastorale officium》規定，任何不遵守詔書的人將受到絕罰的懲罰。 在教廷與西班牙政府之間的爭端之後，《Pastorale officium》在第二年通過《Non Indecens Videtur》被廢除。 然而，保祿三世發布的文件繼續流傳，並被反對奴隸制的人引用。 根據James E. Falkowski的說法，《Sublimus Dei》「具有廢除」《Inter Caetera》的效果，但保留了殖民者的「責任」，即「改變原住民的信仰」。
1435年、1537年和1839年的一系列詔書和通諭來自幾位教宗，譴責奴隸制和奴隸貿易。
貴格會是第一個公開反對英國奴隸貿易的教士團體。1766年，英國國教會的高級人物威廉·沃伯頓（格洛斯特主教和廢奴主義冠軍曼斯菲爾德勳爵的密友）以「勇敢」的立場公開譴責英國國教國外福音宣傳協會的做法，該協會在1710年繼承了巴巴多斯的兩個奴隸種植園。沃伯頓認為奴隸制是「對一切民事和神聖事物的侵犯」，因為人類被創造為「自由」的。
在他的1774年著作《對奴隸制的思考》中，英國國教會牧師和循道宗先驅約翰·衛斯理寫道，西印度群島奴隸的困境完全譴責奴隸貿易，稱其不僅違背聖經，甚至與世俗的正義或仁慈觀念不相容。
主要的辯解是，「[奴隸制]是法律授權的。」但法律，人類的法律，能改變事物的本質嗎？它能將黑暗變為光明，或將邪惡變為善嗎？絕不可能……對仍然是對，錯仍然是錯。正義與不義、殘忍與仁慈之間仍然存在本質區別。因此，我仍然要問，誰能將這種對黑人的待遇，從頭到尾，與正義或仁慈相調和？——約翰·衛斯理，對奴隸制的思考 (1774), p. 16

### 基督教廢奴主義
雖然一些廢奴主義者出於純粹的哲學原因反對奴隸制，但反奴隸制運動吸引了強烈的宗教元素。在整個歐洲和美國，基督徒，通常來自「非制度性」基督教信仰運動，不直接與傳統國家教會聯繫，或國教會內的「不從國教者」，處於廢奴運動的前沿。
特別是，第二次大覺醒的影響使許多福音派信徒努力使理論上的基督教觀點——所有人本質上是平等的——變得更具現實意義。西方世界的言論自由也有助於提供表達他們立場的機會。這些廢奴主義者中突出的是英國議會議員威廉·威伯福斯，他在28歲時的日記中寫道：「全能上帝在我面前設定了兩個偉大目標，廢除奴隸貿易和道德改革。」 儘管遇到堅決反對，他與其他人努力最終廢除奴隸貿易。著名的英國傳教士查爾斯·司布真的一些講道在美國被焚燒，因為他譴責奴隸制，稱其為「最骯髒的污點」，並可能「必須用血洗淨」。 循道宗創始人約翰·衛斯理譴責人類奴役為「所有惡行的總和」，並詳細描述了其虐待行為。 在喬治亞州，原始循道宗信徒與其他地方的弟兄聯合譴責奴隸制。美國許多福音派領袖，如長老會的查爾斯·芬尼和西奧多·韋爾德，以及女性如哈里特·比徹·斯托（廢奴主義者萊曼·比徹的女兒）和索傑納·特魯斯激勵聽眾支持廢奴主義。芬尼宣講奴隸制是一種道德罪惡，因此支持其廢除。「我對奴隸制問題已經下定決心，並且非常渴望喚起公眾對這一問題的關注。在我的祈禱和講道中，我經常提到奴隸制，並譴責它。 一旦靈魂被啟蒙，就必須從奴隸制中悔改，而繼續支持這一制度會給他們帶來「最大的罪惡」。
貴格會尤其處於廢奴主義的前沿。1688年，賓夕法尼亞州日耳曼敦的荷蘭貴格會向貴格會月會提交了一份反奴隸制請願書。到1727年，英國貴格會正式表示不贊成奴隸貿易。 三位貴格會廢奴主義者，本傑明·雷、約翰·伍爾曼和安東尼·貝內澤，從1730年代到1760年代將一生奉獻給廢奴事業，雷於1770年創立了黑人學校，該學校將服務超過250名學生。 1783年6月，倫敦年會提交了一份由300多名貴格會簽名的請願書給議會，抗議奴隸貿易。
1787年，廢除奴隸貿易協會成立，12位創始成員中有9位是貴格會。同年，威廉·威伯福斯被說服接手他們的事業；作為議員，威伯福斯能夠提出一項廢除奴隸貿易的法案。威伯福斯在1791年首次嘗試廢除貿易，但只能獲得必要的半數票；然而，在將支持轉移到輝格黨後，這成為一個選舉問題。廢奴主義者的壓力改變了公眾輿論，在1806年選舉中，足夠多的廢奴主義者進入議會，使威伯福斯能夠看到《1807年奴隸貿易法案》的通過。皇家海軍隨後宣布奴隸貿易等同於海盜行為，西非分艦隊選擇扣押參與奴隸轉運的船隻並釋放船上的奴隸，有效地削弱了跨大西洋貿易。通過廢奴主義者的努力，公眾輿論繼續反對奴隸制，1833年奴隸制本身在整個大英帝國（有例外）被廢除——當時包含世界人口的大約六分之一（到世紀末上升到四分之一）。
在美國，廢奴運動面臨許多反對。Bertram Wyatt-Brown指出，基督教廢奴主義運動的出現「以其宗教意識形態驚動了新聞工作者、政治家和普通公民。他們憤怒地預測世俗民主的危險、白人社會的混雜化（如他們所說），以及聯邦聯盟的破壞。大型集會上的演講者和保守報紙的編輯譴責這些激進改革的新來者是同樣的『教會與國家』狂熱者，他們試圖在星期日關閉郵局、酒館、馬車公司、商店和其他公共場所。有時會引發暴民暴力。」
1835年，美國反奴隸制協會（AA-SS）——由非裔美國人長老會牧師西奧多·S·賴特創立——發起了一場郵件運動，向全國著名的神職人員、法律和政治人物發送了超過10萬份小冊子和報紙（捆綁），並在全國南北各地舉行了大規模示威活動。 為了阻止這些郵件，紐約郵政局長塞繆爾·L·古弗尼爾不成功地要求AA-SS停止向南方發送。因此，他決定通過拒絕讓郵件攜帶廢奴主義小冊子到南方來「幫助維護公共和平」，新任郵政部長阿莫斯·肯德爾確認了這一點，儘管他承認自己沒有法律權力這樣做。 這導致AA-SS訴諸其他秘密的傳播手段。
儘管遇到如此堅決的反對，許多循道宗、浸信會和長老會成員釋放了他們的奴隸，並贊助黑人會眾，其中許多黑人牧師鼓勵奴隸相信他們在有生之年可以獲得自由。1801年在凱恩里奇發生大復興後，美國循道宗信徒將反奴隸制情緒作為教會成員的條件。 廢奴主義著作，如喬治·伯恩的《濃縮的反奴隸制聖經論證》（1845年）， 和喬治·B·奇弗的《上帝反對奴隸制》（1857年）， 廣泛使用聖經、邏輯和理性來反對奴隸制度，特別是南方所見的動產奴隸制。
其他大覺醒的新教傳教士最初反對南方的奴隸制，但到19世紀初，南方的許多浸信會和循道宗傳教士為了向農民和工人傳福音而與之妥協。新舊思維方式之間的分歧常常導致當時教派內部的分裂。對奴隸制的不同觀點導致浸信會和循道宗教會在內戰開始時按地區分裂為不同的協會。
羅馬天主教在這一時期的聲明也變得越來越強烈反對奴隸制。1741年，教宗本篤十四世譴責對原住民的奴役，試圖將奴役巴西原住民的天主教徒絕罰，但未成功。然而，他沒有涉及對非洲黑人的奴役。 1815年，教宗庇護七世向維也納會議要求鎮壓奴隸貿易。1839年，教宗額我略十六世在詔書《In supremo apostolatus》中譴責奴隸貿易。
在1850年伯多祿·克拉韋（奴隸制最傑出的對手之一）的封聖詔書中，教宗庇護九世將奴隸販子的「極度邪惡」（summum nefas）烙印。 1888年，教宗良十三世在In plurimis中譴責奴隸制。
羅馬天主教的努力延伸到美洲。愛爾蘭的羅馬天主教領袖丹尼爾·奧康奈爾支持廢除大英帝國和美國的奴隸制。與黑人廢奴主義者查爾斯·倫諾克斯·雷蒙德和禁酒神父西奧博爾德·馬修一起，他組織了一份有6萬個簽名的請願書，敦促美國的愛爾蘭人支持廢奴。奧康奈爾也在美國為廢奴發聲。
在此之前，葡萄牙多明我會修士加斯帕爾·達·克魯茲在1569年強烈批評葡萄牙的中國奴隸貿易，解釋說奴隸販子聲稱他們「合法」購買已經被奴役的兒童的論點是虛假的。
1917年，羅馬天主教會的《教會法典》正式擴展，規定「將人賣為奴隸或用於任何其他邪惡目的」是一種犯罪。
教宗方濟各是2014年12月2日在梵蒂岡聚集的著名宗教領袖之一，目的是消除現代奴隸制和人口販運。在梵蒂岡宗座科學院舉行的儀式上，他們簽署了《宗教領袖反對奴隸制宣言》。與教宗方濟各一起參加的有傑出的東正教、聖公會、猶太教、伊斯蘭教、佛教和印度教代表。教宗方濟各在講話中說：
……受到我們信仰宣言的啟發，我們今天聚集在這裡，進行一項歷史性倡議並採取具體行動：宣布我們將共同努力消除現代奴隸制這一可怕禍害的所有形式。目前對數千萬男人、女人和兒童施加的身體、經濟、性和心理剝削構成了一種非人化和羞辱的形式。每個人類，男人、女人、男孩和女孩，都是按照上帝的形象創造的。上帝是給予人際關係的愛和自由，每個人類都是一個自由的人，注定要為他人的利益生活在平等和博愛中。任何不尊重他人平等這一基本信念的歧視性關係都是一種犯罪，而且經常是一種異常的犯罪。因此，我們根據每一種信仰宣布，現代奴隸制，就人口販運、強迫勞動和賣淫以及器官販運而言，是一種危害人類罪……

### 反對廢奴主義
《聖經》中有關奴隸制使用和管理的段落一直被用來為擁有奴隸辯護，並指導如何進行。因此，當提出廢除奴隸制時，一些基督徒強烈反對，引用《聖經》對奴隸制的接受作為「證據」，證明這是正常狀況的一部分。以引發美國福音主義「大覺醒」而聞名的喬治·懷特菲爾德在喬治亞省活動，爭取奴隸制的合法化， 加入了他早年譴責的奴隸主行列，同時堅持他們有靈魂，反對虐待和抵制他對奴隸傳福音的主人。 奴隸制在喬治亞州被禁止，但在1751年主要由於懷特菲爾德的努力而被合法化。他購買了非洲奴隸在他的種植園和他在喬治亞州建立的孤兒院工作。塞琳娜·黑斯廷斯，亨廷頓伯爵夫人繼承了這些奴隸並將他們保持在奴役中。
在歐洲和美國，一些基督徒走得更遠，認為奴隸制實際上是由《聖經》的話語和教義所證明的。
[奴隸制]是由全能上帝的法令建立的……它在《聖經》中，在《舊約》和《新約》中，從《創世記》到《啟示錄》都得到認可……它存在於所有時代，在最高文明的民族中，在最高藝術水平的國家中都有發現。——傑佛遜·戴維斯，美利堅聯盟國總統
……擁有奴隸的權利在《聖經》中明確確立，無論是通過戒律還是例子。——理查德·弗曼（1755–1825），南卡羅來納浸信會大會主席
歷史學家Claude Clegg寫道，在第二次大覺醒時期，有一種運動要創造一種奴隸和主人之間互利關係的敘述。這越來越多地與教會的教義聯繫起來，作為為奴隸制辯護的手段。
1837年，長老會中的南方人與北方的保守派聯合，將反奴隸制的新派長老會驅逐出教派。1844年，美以美會因奴隸制問題分裂為北方和南方兩派。1845年，南方的浸信會因與北方浸信會在奴隸制和傳教問題上的爭議而成立了美南浸信會。
一些邊緣基督教團體的成員，如基督教身份運動、三K黨（一個致力於「白人種族賦權」的組織）和雅利安民族仍然認為奴隸制是由基督教教義所證明的。

## 美洲的奴隸制
在美洲，辯護理由從宗教（奴隸是異教徒）轉變為種族（非洲人是含的後裔）；事實上，1667年，弗吉尼亞議會頒布了一項法案，宣布洗禮不會賦予奴隸自由。1680年，西班牙殖民政府在佛羅里達向逃到殖民地並皈依天主教的逃奴提供自由。這一提議被多次重複。 反對20世紀美國民權運動的基礎部分與19世紀用來為奴隸制辯護的相同宗教思想有關。
奴隸制絕不僅限於美國大陸，除了大量美洲原住民奴隸外，據估計，每有一個奴隸去北美，南美就進口了近12個奴隸，西印度群島進口了超過10個。 到1570年，加勒比地區有56,000名非洲人後裔。
天主教西班牙殖民地引入美洲導致了對原住民的契約奴役甚至奴役。一些葡萄牙和西班牙探險家迅速奴役在新世界遇到的原住民。教廷堅決反對這種做法。1435年，教宗恩仁四世在詔書《Sicut Dudum》中攻擊奴隸制，包括將參與奴隸貿易的所有人絕罰。後來在詔書《Sublimus Dei》（1537年）中，教宗保祿三世禁止奴役美洲的原住民（稱為西方和南方的印第安人）和所有其他人。保祿將奴隸販子描述為魔鬼的同夥，並宣布試圖為這種奴隸制辯護「無效」。
 ……崇高的上帝如此愛人類，以至於祂創造人類時，他不僅像其他生物一樣分享善，而且他還能夠達到並面對面看到無法接近和不可見的至高善……看到這一點並嫉妒它，人類的敵人，總是反對所有善良的人，以便種族滅亡，他想出了一種以前聞所未聞的方式，通過這種方式，他可能會阻礙拯救的話語傳給萬國。他（撒旦）煽動了他的一些盟友，他們希望滿足自己的貪婪，廣泛地主張印第安人……像野獸一樣被減少為我們的服務，以他們缺乏天主教信仰為藉口。他們將他們減少為奴隸，用他們幾乎不會用於野獸的痛苦對待他們……因此，我們以我們的宗座權威通過這些現有的信件法令和宣布，同樣的印第安人和所有其他民族——即使他們在信仰之外——……不應被剝奪他們的自由……相反，他們應該能夠自由和合法地使用和享受這種自由和這種財產的所有權，並且不應被減少為奴隸…… 
 許多天主教神父反對奴隸制，如伯多祿·克拉韋和巴西和巴拉圭的耶穌會傳教區的神父。 神父巴托洛梅·德拉斯卡薩斯努力保護美洲原住民免受奴役，後來又保護非洲人。結束法國殖民海地奴隸制的海地革命是由虔誠的天主教前奴隸杜桑·盧維杜爾領導的。
1810年，墨西哥天主教神父米格爾·伊達爾戈·伊·科斯蒂利亞神父，也是墨西哥國父，宣布廢除奴隸制，但直到獨立戰爭結束才正式生效。
1888年，巴西成為美洲最後一個完全廢除奴隸制的國家，儘管在1871年，它通過逐步釋放子宮內的方法確保了最終結果。 見廢除奴隸制時間表了解其他日期。

### 美國的非洲原住民宗教
18世紀，奴隸來自西非海岸的各種非洲社會、文化和民族，如伊博人、阿散蒂人和約魯巴人。屬於不同種族的奴隸幾乎沒有宗教共同點，儘管他們來自同一個大陸；那些被賣給美國奴隸販子的非洲人幾乎沒有保留他們的傳統文化和宗教。
伊博人、約魯巴人和阿散蒂人的宗教實踐在美國的奴隸社區中沒有存活下來。奴隸制度及其高轉化率最終消除了該國傳統的非洲宗教。
基督教在非洲存在了很長時間（最著名的是在埃塞俄比亞），以至於一些學者認為它是一種「本土、傳統和非洲宗教」， 然而，它在整個大陸上是一種少數信仰。生活在美國的大多數奴隸來自西非海岸，那裡基督教化程度遠低於非洲其他地區，因此將奴隸轉化為基督教很常見，但仍然存在爭議，一些奴隸主抵制轉化，因為他們擔心「奴隸在精神上視自己為平等」會刺激廢奴運動。另一方面，其他奴隸主促進轉化，因為他們認為基督教奴隸會成為更好的工人。雖然許多美國人另有爭論，但越來越多的公民和奴隸認為基督教宗教原則與奴隸制度直接衝突。
儘管這些變化發生在主流基督教思想中，許多人認為這一事實並不意味著基督教宗教機構無辜：哈佛神學院的Jacob K. Olupona指出，基督教「在非洲奴隸貿易中負有深重責任，因為它始終為買賣人類提供道德掩護」。
此外，一些傳教士和神職人員寫到主人對奴隸宗教福利的漠不關心。 即使是基督教奴隸，實際實踐宗教的能力也常常受到阻礙：雖然一些奴隸主公開鼓勵他們的奴隸舉行宗教聚會，但這並不是全國的普遍立場。一位前奴隸回憶說：「當黑人四處唱『偷跑到耶穌那裡』時，那意味著那天晚上會有『宗教聚會』。主人……不喜歡那些『宗教聚會』，所以我們自然在晚上溜走。」

### 美國
第一批非洲奴隸於1619年抵達維吉尼亞州詹姆斯敦，當時一名荷蘭奴隸販子用他的非洲「貨物」換取食物。這些非洲人成為契約僕役，其法律地位與許多貧窮的英國人相似。 直到大約1680年代，基於種族的奴隸制度的流行觀念才成為現實。
此外，「新世界的奴隸制是一種獨特的特徵組合。它對奴隸的使用非常專業化，作為非自由勞動生產商品，如棉花和糖，供應世界市場。」 「到1850年，種植園奴隸中有近三分之二從事棉花生產……南方因奴隸制的存在而完全改變。
在大多數情況下，1620年抵達麻薩諸塞州普利茅斯的清教徒有僕人而不是奴隸，這意味著在25歲後，大多數黑人僕人獲得自由，這是一種類似於英國學徒制的契約安排。
美國對奴隸制的反對早於國家的獨立。早在1688年，貴格會的會眾就積極抗議奴隸制。貴格會的平等證詞對賓夕法尼亞州的奴隸制產生了影響。然而，獨立時國家通過的憲法禁止各州解放從其他州逃來的奴隸，並指示他們歸還這樣的逃奴。
19世紀政治中廢奴主義的興起反映在宗教辯論中；基督徒中的奴隸制通常取決於他們所居住社區的態度。這在新教和天主教會中都是如此。 宗教完整性影響了白人奴隸主基督教人口。奴隸主、神父和與教會有關的人破壞了數百萬非裔美國人皈依者的信仰。
隨著廢奴主義在北方各州越來越受歡迎，它使北方和南方教會之間的關係緊張。北方神職人員在1830年代越來越多地宣講反對奴隸制。在1840年代，奴隸制開始分裂教派。 這反過來削弱了北方和南方之間的社會聯繫，使國家在1850年代更加兩極分化。
美國的奴隸制問題隨著美國內戰而結束。雖然戰爭開始時是為了維護國家而進行的政治鬥爭，但它帶有宗教色彩，南方傳教士呼籲保衛家園，北方廢奴主義者宣講奴隸解放的好消息。格里特·史密斯和威廉·勞埃德·加里森放棄了和平主義，加里森將《解放者》的格言改為利未記25:10，「在遍地給一切的居民宣告自由」。基督教青年會與其他協會聯合創立了「美國基督教委員會」，目的是支持聯邦士兵，教會為他們的事業籌集了600萬美元。
哈麗特·塔布曼是地下鐵路的解放者，她警告說「上帝不會讓林肯主人打敗南方，直到他做『正確的事』」——即解放奴隸。流行歌曲如約翰·布朗的遺體（後來的共和國戰歌）包含將北方的戰爭努力描繪為結束奴隸制的宗教運動的歌詞。美國總統亞伯拉罕·林肯也訴諸宗教情感，在各種演講中暗示上帝帶來了戰爭作為對奴隸制的懲罰， 同時在他的第二次就職演說中承認雙方「讀同一本聖經，向同一位上帝祈禱；每一方都祈求祂的幫助反對對方。」
隨著聯邦在戰爭中的勝利和憲法修正案禁止奴隸制，廢奴主義基督徒也宣布對南方奴隸主弟兄的宗教勝利。曾宣講神聖保護信息的南方宗教領袖現在不得不重新考慮他們的神學。

#### 浸信會
到1830年代，北方和南方浸信會之間的緊張關係開始加劇。南方浸信會對奴隸制的支持可以歸因於經濟和社會原因， 儘管這一點從未被承認。相反，他們聲稱奴隸制是有益的，並由上帝在聖經中認可。然而，北方的浸信會強烈反對，聲稱上帝不會「認可一個種族優於另一個種族」。 另一方面，南方人認為上帝打算讓種族分離。最後，大約在1835年，南方各州開始抱怨他們在傳教工作的資金分配中被忽視。
分裂發生在1844年，當時國內傳教會宣布一個人不能同時既是傳教士又是奴隸主。 面對這一挑戰，南方的浸信會於1845年5月在喬治亞州奧古斯塔集會，組織了美南浸信會，該會支持奴隸制。在整個19世紀和20世紀的大部分時間裡，美南浸信會繼續保護系統性種族主義，反對非裔美國人的民權，直到1995年通過一項決議才正式和明確地放棄奴隸制和「種族」歧視。
威廉·尼布是牙買加反對奴隸制的積極活動家，他遭受迫害，包括他在法爾茅斯的教堂被燒毀，這是殖民當局代理人的手筆。
|                                                                | 一個健康的教會殺死錯誤，並將邪惡撕成碎片！不久前，我們的國家容忍了我們殖民地的奴隸制。慈善家們努力摧毀奴隸制，但它是什麼時候被徹底廢除的呢？是在威伯福斯喚醒上帝的教會時，當上帝的教會自己投入衝突時——然後她將邪惡撕成碎片！ |
| ——C. H. 司布真，一位著名的浸信會反對奴隸制者，'最好的戰爭口號' | |

#### 天主教徒

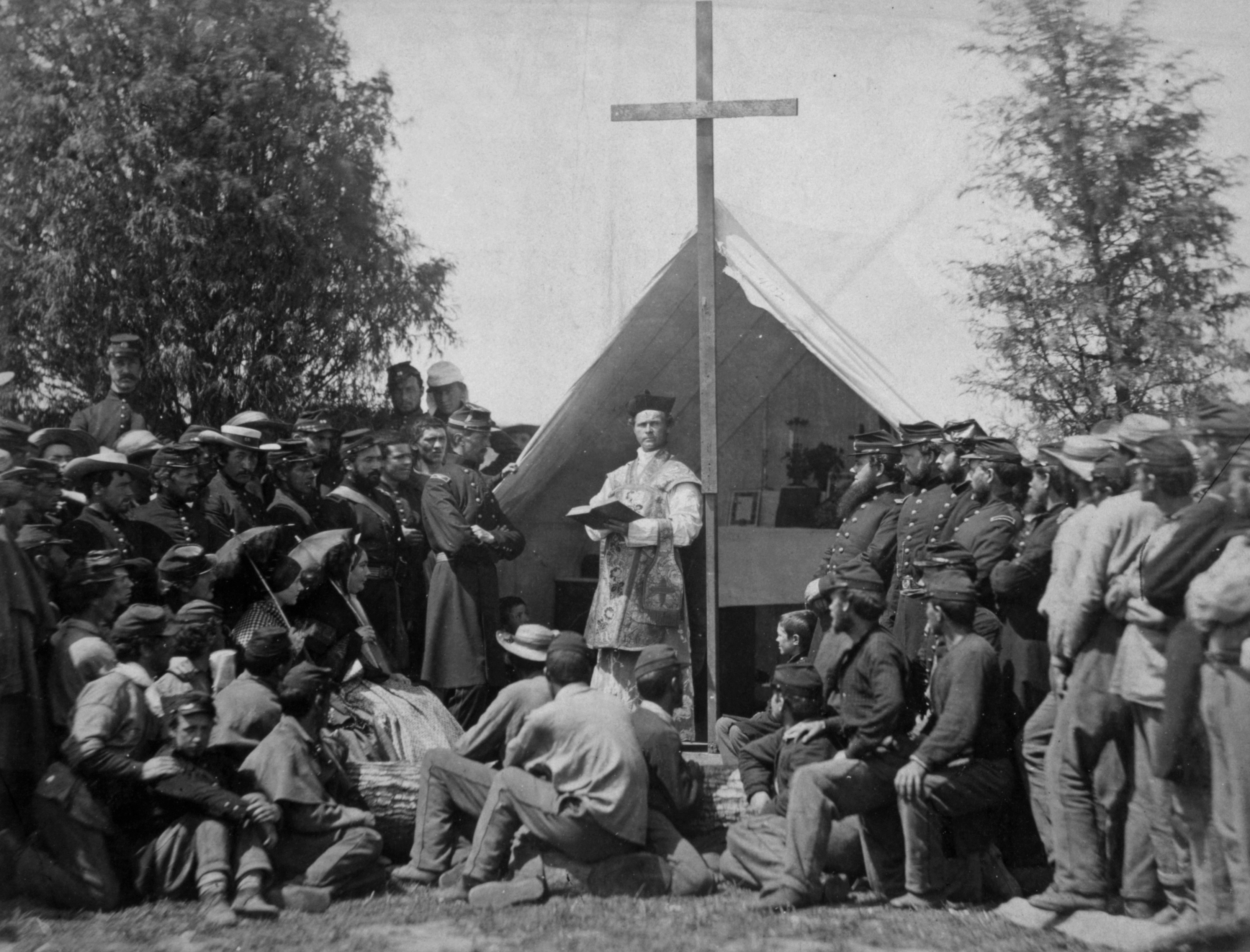
愛爾蘭旅的士兵在美國內戰期間參加天主教聯邦軍隊牧師的彌撒

美國的天主教主教對奴隸制一直持矛盾態度。兩個奴隸制州，馬里蘭州和路易斯安那州，有大量天主教居民；然而，這兩個州也有最多數量的被釋放奴隸。馬里蘭州巴爾的摩大主教，約翰·卡羅爾有兩個黑人僕人——一個自由，一個奴隸。耶穌會在馬里蘭州擁有奴隸，他們在農場工作。耶穌會於1837年開始出售他們的奴隸，如果沒有這些資金，喬治城大學今天就不會存在；它「欠其存在」於這筆交易。 由於天主教徒在1840年代隨著貧窮的愛爾蘭和南意大利移民的到來才開始成為美國人口的重要組成部分，他們聚集在城市（非農業）環境中，美國絕大多數奴隸主是白人新教徒，精英。
1839年，教宗額我略十六世發布詔書《In supremo apostolatus》譴責奴隸貿易。
我們禁止並嚴格禁止任何教會或世俗人士以任何藉口或理由為這種黑人貿易辯護為可允許的，或以任何方式公開或私下教授與我們在這些宗座信件中提出的相反的意見……

[我們]……在主裡勸告和懇求所有基督的信徒，無論什麼條件，此後沒有人敢不正當地騷擾印第安人、黑人或這類其他人；或剝奪他們的財產；或將他們減少為奴隸；或向其他人對他們進行這種行為提供幫助或支持；或以黑人，好像他們不是人，而僅僅是動物，無論如何被減少為奴隸，沒有任何區別，違反正義和人性的法律，被買賣，有時被注定從事最嚴厲和耗盡的勞動，為這種不人道的貿易辯護。
查爾斯頓主教約翰·英格蘭寫了幾封信給總統馬丁·范布倫的國務卿，解釋教宗在《In supremo》中沒有譴責奴隸制，只是譴責奴隸貿易，買賣奴隸，而不是擁有他們；沒有教宗曾經譴責「家庭奴隸制」，因為它存在於美國。由於這種解釋，沒有一位美國主教公開支持廢奴。
丹尼爾·奧康奈爾，為愛爾蘭爭取天主教解放的律師，支持廢除大英帝國和美國的奴隸制。加里森招募他加入美國廢奴主義事業。奧康奈爾、黑人廢奴主義者查爾斯·倫諾克斯·雷蒙德和禁酒神父西奧博爾德·馬修組織了一份有6萬個簽名的請願書，敦促美國的愛爾蘭人支持廢奴。奧康奈爾也在美國為廢奴發聲。紐約主教譴責奧康奈爾的請願書是偽造的，如果是真的，是一種不受歡迎的外國干涉。查爾斯頓主教宣布，雖然天主教傳統反對奴隸貿易，但它對奴隸制沒有任何反對。
辛辛那提，俄亥俄州的大主教約翰·巴普蒂斯特·珀塞爾是奴隸制的直言不諱的批評者，他寫道：
當奴隸權力占主導地位時，宗教是名義上的。其中沒有生命。是辛勤工作的勞動者建造了教堂、校舍、孤兒院，而不是奴隸主，作為一般規則。宗教只有在奴隸制州與自由州親密接觸或與之相鄰時才會繁榮。
在1821年至1836年間，當墨西哥向美國定居者開放其德克薩斯領土時，許多定居者在將奴隸帶入天主教墨西哥（不允許奴隸制）時遇到問題。
內戰期間，主教帕特里克·尼森·林奇被聯盟國總統傑佛遜·戴維斯任命為其駐聖座的代表，後者以教宗國的名義保持外交關係。教宗庇護九世和他的前任一樣，譴責動產奴隸制。儘管林奇主教和早些時候A. Dudley Mann的使命，梵蒂岡從未承認聯盟國，教宗只以林奇的教會身份接待他。
威廉·T·謝爾曼，內戰期間的著名將軍，在他的戰役中釋放了許多奴隸。喬治·米德，在葛底斯堡戰役中擊敗聯盟國將軍羅伯特·E·李的人，是一位天主教徒。

#### 循道宗
循道宗信徒認為奴隸制度與他們嚴格的道德和廢奴主義原則相矛盾。 循道宗長期以來一直處於反對奴隸制運動的前沿。基督教教派試圖通過慈善機構如美國殖民協會和奴隸傳教團幫助奴隸和隨後獲得自由的黑人。正是在1780年代，美國循道宗傳教士和宗教領袖正式譴責非裔美國人奴隸制。循道宗的創始人，英國國教會牧師約翰·衛斯理，相信「奴隸制是基督徒應該對抗的最大邪惡之一」。18世紀和19世紀初的循道宗信徒有反奴隸制情緒，以及結束非裔美國人奴隸制的道德責任。然而，在美國，循道宗教會的一些成員擁有奴隸，循道宗教會本身在1850年因這一問題分裂，南方循道宗教會積極支持奴隸制，直到美國內戰之後。美國循道宗教會在這段時期的壓力阻止了全球教會對奴隸制的一些普遍譴責。
解放後，非裔美國人相信真正的自由是通過教會的社區和培育方面找到的。循道宗教會處於南方自由奴隸機構的前沿。南方各州的教派包括非洲人循道宗主教制教會（AME）和非洲人循道宗錫安教會（AMEZ）。這些機構由黑人領導，他們明確抵制白人慈善，認為這會向黑人會眾展示白人優越性。AME、AMEZ和整個南方的非裔美國人教會提供了社會服務，如按立婚姻、洗禮、葬禮、社區支持和教育服務。教育受到高度重視。循道宗教徒教前奴隸閱讀和寫作，從而豐富了一個有文化的非裔美國人社會。黑人通過聖經故事和段落接受指導。教堂建築成為校舍，並為教師和學生籌集資金。

#### 貴格會
貴格會在英國和美國的廢奴運動中發揮了重要作用。貴格會是最早譴責美國殖民地和歐洲奴隸制的白人之一，友誼會成為第一個集體反對奴隸制和奴隸貿易的組織，後來領導了反對奴隸制的國際和普世運動。
貴格會殖民者於1670年代在巴巴多斯開始質疑奴隸制，但首次公開譴責奴隸制是在1688年，當時四位德國貴格會成員，弗朗西斯·丹尼爾·帕斯托留斯、加勒特·亨德里克斯、德里克·奧普·登·格拉夫和亞伯拉罕·奧普·登·格拉夫從他們最近建立的日耳曼敦殖民地發出抗議，靠近費城在新成立的美國殖民地賓夕法尼亞。這一行動，雖然當時似乎被忽視，但開啟了近一個世紀的賓夕法尼亞貴格會關於奴隸制道德的積極辯論，看到了幾位貴格會的激烈反奴隸制寫作和直接行動，包括威廉·索思比、約翰·赫本、拉爾夫·桑迪福德和本傑明·雷。
在1740年代和1750年代，反奴隸制情緒更加堅定。新一代貴格會成員，包括約翰·伍爾曼和安東尼·貝內澤，抗議奴隸制，並要求貴格會社會切斷與奴隸貿易的聯繫。他們能夠攜帶流行的貴格會情緒，在1750年代，賓夕法尼亞貴格會收緊了他們的規則，到1758年，參與奴隸貿易實際上成為一種不當行為。倫敦年會很快跟進，在1761年發布了一項「強烈決議」反對奴隸貿易。至少在紙面上，全球政治會介入。美國革命將分裂大西洋兩岸的貴格會。在英國，貴格會將在1787年廢除奴隸貿易協會中處於領先地位，該協會在一些挫折後，將確保1807年廢除奴隸貿易，並在1833年廢除整個大英帝國的奴隸制本身。在美國，貴格會的成功較少。在許多情況下，美國貴格會在抽象上反對奴隸貿易和奴隸所有權比直接反對奴隸制本身更容易，因為奴隸制在他們的當地社區中表現出來。雖然許多個別貴格會成員在美國獨立後發聲反對奴隸制，但當地貴格會會議經常在如何應對奴隸制問題上存在分歧；直言不諱的貴格會廢奴主義者有時受到其他貴格會成員的嚴厲批評。
然而，貴格會在18世紀末和19世紀初在美國取得了當地的反奴隸制成功。例如，賓夕法尼亞廢奴協會最初成立於1775年，主要由貴格會組成；十位原始白人成員中有七位是貴格會，參加協會舉行的四次會議的24人中有17人是貴格會。在整個19世紀，貴格會越來越多地與反奴隸制活動和反奴隸制文學聯繫在一起：尤其是通過廢奴主義貴格會詩人約翰·格林利夫·惠蒂爾的作品。
貴格會也顯著參與了地下鐵路。例如，利維·科芬從小在北卡羅來納開始幫助逃奴。後來在他的生活中，科芬搬到了俄亥俄-印第安納地區，在那裡他成為地下鐵路的總統。以利亞·希克斯寫了「對非洲人奴隸制的觀察」於1811年（第二版1814年），敦促抵制奴隸勞動的產品。許多家庭通過地下鐵路協助奴隸旅行。亨利·斯塔布斯和他的兒子們幫助逃奴穿越印第安納。邦迪家族經營一個車站，將奴隸群體從貝爾蒙特運送到塞勒姆。
貴格會的反奴隸制活動可能會帶來一些社會代價。在19世紀的美國，一些貴格會成員受到奴隸主的迫害，被迫搬到該國西部以逃避迫害。然而，總的來說，貴格會因其早期和持續的反奴隸制活動而受到注意和非常經常的讚揚。

#### 摩門教
摩門教經文同時譴責奴隸制和一般的廢奴主義，教導人彼此奴役是不對的， 但也教導不應干涉他人的奴隸。 然而，摩門教的創始人約瑟·斯密教導說，奴役非洲黑人是必要的，因為他相信他們仍然處於該隱的詛咒和含的詛咒之下，他還警告那些試圖解放奴隸的人，他們違背了上帝的法令。 雖然這些辯護在當時的美國很常見， 摩門教徒將幾段經文正典化，為支持奴隸制的含的詛咒解釋提供依據 並接受經文教導不要干涉他人的奴隸。 在促進奴隸制合法性的同時，教會始終教導反對虐待奴隸，並主張提供保護的法律， 儘管批評者說虐待的定義模糊且難以執行。 少數奴隸主加入了教會，並帶著他們的奴隸前往納府。
在納府，約瑟·斯密開始表達更廢奴主義的情感。當他競選美國總統時，斯密寫了一份政治平台，包含一個廢除奴隸制的計劃。 斯密去世後，教會分裂。最大的群體跟隨楊百翰，他支持奴隸制但反對虐待， 較小的群體跟隨斯密的兒子約瑟·斯密三世，他反對奴隸制。 楊百翰帶領他的群體前往猶他州，在那裡他領導了在猶他州使奴隸制合法化的努力。 楊百翰教導說奴隸制是上帝命定的，並教導說共和黨人廢除奴隸制的努力違背了上帝的法令，最終會失敗。
雖然黑人奴隸制在摩門教徒中從未普及，但在耶穌基督後期聖徒教會的領導層中有幾位著名的奴隸主，包括亞伯拉罕·O·斯穆特和使徒查爾斯·C·里奇。 耶穌基督後期聖徒教會也接受奴隸作為什一奉獻。:34 摩門教徒定居點聖貝納迪諾在使徒查爾斯·C·里奇和阿馬薩·M·萊曼的領導下公開實行奴隸制，儘管他們在自由的加利福尼亞州。他們被一位法官釋放，該法官裁定這些奴隸對法律和他們的權利一無所知。
楊百翰還鼓勵成員參與印第安奴隸貿易。在訪問帕羅萬的成員時，他鼓勵他們「盡快購買拉曼人兒童」。他認為通過這樣做，他們可以教育他們並向他們傳授福音，幾代後拉曼人將變得白皙和令人愉悅。 摩門教徒經常將印第安人稱為拉曼人，反映了他們相信印第安人是拉曼人的後裔，拉曼人是《摩門經》中討論的一個被詛咒的種族。酋長沃卡拉，該地區的主要奴隸販子之一，受洗加入教會，並從使徒喬治·A·史密斯那裡獲得了談判文件，祝願他在交易派尤特兒童方面取得成功。
摩門教徒還奴役印第安戰俘。當他們開始擴張到印第安領土時，他們經常與當地居民發生衝突。在擴張到猶他谷後，楊百翰對廷帕諾戈人發布了滅絕令，導致猶他堡之戰，許多廷帕諾戈婦女和兒童被奴役。有些人能夠逃脫，但許多人在奴役中死亡。 在擴張到帕羅萬後，摩門教徒襲擊了一群印第安人，殺死了大約25名男子，並將婦女和兒童作為奴隸。:274

## 亞洲的奴隸制

### 菲律賓
西班牙人認為在過去從戰爭中俘虜非基督徒並合法交易他們是合法的。這是因為他們不認為這是一種不文明和不基督教的行為，因為他們相信人不是生而平等的，劣等人可以由優等人統治。然而，基督徒被期望對受苦的人表現出同情，這使得一些主人釋放他們的奴隸。許多人讓他們的奴隸當學徒，這樣他們在被釋放後仍然可以在他們的監督下工作。有兩大類奴隸：是從葡萄牙購買的非洲人，是從戰爭中俘獲的摩爾人。他們通常在公開拍賣中出售。中產階級和上層階級的人都購買他們，神職人員也是如此。

## 延伸閱讀
- Jacobus Diaconus, , , Antwerp, 1628.
- Lossing, Benson J., LL.D. Matthew Brady's Illustrated History of the Civil War 1861–65 and the Causes That Led Up To the Great Conflict. Random House. ISBN 0-517-20974-8.
- Lewis, Bernard (1992). Race and Slavery in the Middle East. New York: Oxford University Press. ISBN 0-19-505326-5.
- Miller, William Lee. . New York: Vintage Books. 1995. ISBN 978-0-394-56922-2.
- Nevins, Allan. The Emergence of Lincoln: Prologue to Civil War 1859–1861. ©1950, Charles Scribner's Sons. SBN 684-10416-4.
- E. Wyn James, 'Welsh Ballads and American Slavery', The Welsh Journal of Religious History, 2 (2007), pp. 59–86. ISSN 0967-3938.

## 外部連結
- Does the Bible condone, condemn, or remain neutral on the issue of slavery?, WELS Topical Q&A (Confessional Lutheran perspective)
- Louis W. Cable - SLAVERY and the BIBLE
- DeBow's Review (September 1850): "Slavery and the Bible"
- St. John Crysostom's Homilies on the Epistle to Philemon (Circa 400 C.E.)